# Stratford (Nuevo Hampshire)
Stratford es un pueblo ubicado en el condado de Coös en el estado estadounidense de Nuevo Hampshire. En el Censo de 2010 tenía una población de 746 habitantes y una densidad poblacional de 3,6 personas por km². Se encuentra a la orilla izquierda del río Connecticut, que lo separa de Vermont. 

## Geografía
Stratford se encuentra ubicado en las coordenadas 44°42′42″N 71°31′20″O / 44.71167, -71.52222. Según la Oficina del Censo de los Estados Unidos, Stratford tiene una superficie total de 207.2 km², de la cual 205.85 km² corresponden a tierra firme y (0.65%) 1.35 km² es agua.

## Demografía
Según el censo de 2010, había 746 personas residiendo en Stratford. La densidad de población era de 3,6 hab./km². De los 746 habitantes, Stratford estaba compuesto por el 95.71% blancos, el 1.07% eran afroamericanos, el 0.54% eran amerindios, el 0.94% eran asiáticos, el 0% eran isleños del Pacífico, el 0% eran de otras razas y el 1.74% pertenecían a dos o más razas. Del total de la población el 1.34% eran hispanos o latinos de cualquier raza.